# حوسبة جغرافية
الحوسبة الجغرافية (بالإنجليزية:Geocomputing) تعد نموذجًا ناشئًا للبحوث متعددة التخصصات وتعدد التخصصات يتيح مسح المشكلات المستعصية سابقًا، والسياق الجغرافي المعقد بشكل غير عادي.
وقد أعلن المؤتمر الدولي الأول حول (الحوسبة الجغرافية) الذي نظمته كلية الجغرافيا بجامعة ليدز في عام 1996 ، عن إطلاق برنامج بحثي جديد في التحليل الجغرافي والنمذجة (أوبنشو وأبراهارت، 1996). الاهتمام المتولد في هذا المجال هو أن المؤتمر قد تم تأسيسه كحدث سنوي:
1. أوتاجو، نيوزيلندا، 1997
2. بريستول، المملكة المتحدة، 1998
3. فرجينيا، الولايات المتحدة الأمريكية، 1999
4. غرينتش، المملكة المتحدة، 2000 .

والذي سيظهر قريبًا على أن يعقد في جامعة كوينزلاند (أستراليا) في عام 2001. على الرغم من أن هناك بلا شك اعتمادًا على الحوسبة كتكنولوجيا تمكينية، فإن مصطلح «الحوسبة الجغرافية» لا يُقصد به أن يكون مرادفًا لنظرية المعلومات الجغرافية أو نظرية المعلومات المكانية، فهذه إلى حد ما تتعارض مع الأصل والدائم رؤية.تحاول هذه المذكرة القصيرة شرح هذه الرؤية، ووصف التكنولوجيا التي تتيحها، من حيث ما يقدمه التحليل الجغرافي، وتوضيح بعض الأسئلة البحثية التي تواجه الحوسبة الجغرافية.
نما تطبيق تكنولوجيا الكمبيوتر على البحث الجغرافي مع التجميع الإلكتروني وتخزين البيانات التي تم جمعها من خلال مسح منظمات وأدوات رسم الخرائط على متن الأقمار الصناعية، من بين أمور أخرى، وظهور تكنولوجيا النظم.المعلومات الجغرافية.
تتضمن الحوسبة الجغرافية النمذجة الديناميكية، وميكانيكا الزمكان، وتحليل البيانات المكانية والتصور، ولها نهج استقرائي للتحليل الجغرافي، والذي يضع التركيز على العملية أكثر من الشكل، وأكثر على الديناميكيات أكثر من الاستاتيكية. وأكثر على تفاعل الاستجابة السلبية.
تم استخدام الحوسبة الجغرافية من قبل الحكومات (من خلال التعدادات والبيانات الأخرى لإدارة الخدمات والمرافق)، وعن طريق التجارة (إدارة الخدمات العامة).
الكثير من المعلومات مكانية بطبيعتها: توزيع السكان، وأنماط حركة الحيوانات المهاجرة، وموقع الموارد الطبيعية، وحدوث الجريمة، ومصدر التلوث البيئي ومدى انتشاره، وأصل وانتشار المرض، ومدى الكوارث الطبيعية، إلخ. لقد جمع الجغرافيون وغير الجغرافيين كميات هائلة من المعلومات الرقمية ذات السمات المكانية. دفعت هذه المجموعة الواسعة والمتنامية من البيانات المكانية والتعقيد الشديد للمشاكل الجغرافية المكانية التي تنتظر الاستكشاف إلى الحوسبة الجغرافية. بعض الاستخدامات التي تم إجراؤها بالفعل لأنظمة دعم القرار المكاني. هذه هي مساعدة للمخططين الحضريين والإقليميين في عملية صنع القرار الخاصة بهم.